# Box-office 2014 au Canada et aux États-Unis
Cet article traite du box-office de 2014 au Canada et aux États-Unis.

## Classement
| Rang | Titre                                             | Pays | Réalisateur                | Budget en USD | Recettes      | Week-End |
| ---- | ------------------------------------------------- | ---- | -------------------------- | ------------- | ------------- | -------- |
| 1.   | American Sniper                                   |      | Clint Eastwood             | 58 850 000    | 350 126 372 $ | 26 (fin) |
| 2.   | Hunger Games : La Révolte, Partie 1               |      | Francis Lawrence           | 125 000 000   | 337 135 885 $ | 17 (fin) |
| 3.   | Les Gardiens de la Galaxie                        |      | James Gunn                 | 232 300 000   | 333 176 600 $ | 25(fin)  |
| 4.   | Captain America : Le Soldat de l'hiver            |      | Anthony et Joe Russo       | 140 000 000   | 259 766 572 $ | 20 (fin) |
| 5.   | La Grande Aventure Lego                           |      | Phil Lord et Chris Miller  | 60 000 000    | 257 760 692 $ | 30 (fin) |
| 6.   | Le Hobbit : La Bataille des Cinq Armées           |      | Peter Jackson              | 250 000 000   | 255 119 788 $ | 15 (fin) |
| 7.   | Transformers : L'Âge de l'extinction              |      | Michael Bay                | 210 000 000   | 245 439 076 $ | 15 (fin) |
| 8.   | Maléfique                                         |      | Robert Stromberg           | 263 000 000   | 241 410 378 $ | 27 (fin) |
| 9.   | X-Men: Days of Future Past                        |      | Bryan Singer               | 200 000 000   | 233 921 534 $ | 20 (fin) |
| 10.  | Les Nouveaux Héros                                |      | Don Hall et Chris Williams | 165 000 000   | 222 527 828 $ | 29 (fin) |
| 11.  | La Planète des singes : L'Affrontement            |      | Matt Reeves                | 170 000 000   | 208 545 589 $ | 20 (fin) |
| 12.  | The Amazing Spider-Man : Le Destin d'un héros     |      | Marc Webb                  | 293 000 000   | 202 853 933 $ | 16 (fin) |
| 13.  | Godzilla                                          |      | Gareth Edwards             | 215 000 000   | 200 676 069 $ | 15 (fin) |
| 14.  | 22 Jump Street                                    |      | Phil Lord et Chris Miller  | 50 000 000    | 191 719 337 $ | 21 (fin) |
| 15.  | Ninja Turtles                                     |      | Jonathan Liebesman         | 125 000 000   | 191 204 754 $ | 15 (fin) |
| 16.  | Interstellar                                      |      | Christopher Nolan          | 165 000 000   | 188 020 017 $ | 19 (fin) |
| 17.  | Dragons 2                                         |      | Dean DeBlois               | 145 000 000   | 177 002 924 $ | 26 (fin) |
| 18.  | Gone Girl                                         |      | David Fincher              | 61 000 000    | 167 767 189 $ | 20 (fin) |
| 19.  | Divergente                                        |      | Neil Burger                | 110 000 000   | 150 947 895 $ | 16 (fin) |
| 20.  | Nos pires voisins                                 |      | Nicholas Stoller           | 18 000 000    | 150 157 400 $ | 15 (fin) |
| 21.  | Mise à l'épreuve                                  |      | Tim Story                  | 25 000 000    | 134 202 565 $ | 13 (fin) |
| 22.  | Rio 2                                             |      | Carlos Saldanha            | 103 000 000   | 131 538 435 $ | 21 (fin) |
| 23.  | Into the Woods                                    |      | Rob Marshall               | 50 000 000    | 128 002 372 $ | 16 (fin) |
| 24.  | Lucy                                              |      | Luc Besson                 | 40 000 000    | 126 663 600 $ | 15 (fin) |
| 25.  | Nos étoiles contraires                            |      | Josh Boone                 | 12 000 000    | 124 872 350 $ | 18 (fin) |
| 26.  | Invincible                                        |      | Angelina Jolie             | 65 000 000    | 115 637 895 $ | 11 (fin) |
| 27.  | La Nuit au musée : Le Secret des Pharaons         |      | Shawn Levy                 | 127 000 000   | 113 746 621 $ | 29 (fin) |
| 28.  | M. Peabody et Sherman : Les Voyages dans le temps |      | Rob Minkoff                | 92 000 000    | 111 506 430 $ | 26 (fin) |
| 29.  | 300 : La Naissance d'un empire                    |      | Noam Murro                 | 110 000 000   | 106 580 051 $ | 12 (fin) |
| 30.  | Le Labyrinthe                                     |      | Wes Ball                   | 34 000 000    | 102 427 862 $ | 20 (fin) |
| 31.  | Equalizer                                         |      | Antoine Fuqua              | 55 000 000    | 101 530 738 $ | 15 (fin) |
| 32.  | Noé                                               |      | Darren Aronofsky           | 130 000 000   | 101 200 044 $ | 12 (fin) |
| 33.  | Edge of Tomorrow                                  |      | Doug Liman                 | 178 000 000   | 100 206 256 $ | 14 (fin) |

## Box-office par week-end
| #  | Date              | Film no 1                                         | Recettes      |
| -- | ----------------- | ------------------------------------------------- | ------------- |
| 1  | 3 janvier 2014    | La Reine des neiges                               | 20 429 871 $  |
| 2  | 10 janvier 2014   | Du sang et des larmes                             | 38 751 926 $  |
| 3  | 17 janvier 2014   | Mise à l'épreuve                                  | 41 516 170 $  |
| 4  | 24 janvier 2014   | Mise à l'épreuve                                  | 21 299 495 $  |
| 5  | 31 janvier 2014   | Mise à l'épreuve                                  | 12 035 720 $  |
| 6  | 7 février 2014    | La Grande Aventure Lego                           | 69 050 279 $  |
| 7  | 14 février 2014   | La Grande Aventure Lego                           | 49 846 430 $  |
| 8  | 21 février 2014   | La Grande Aventure Lego                           | 31 305 359 $  |
| 9  | 28 février 2014   | Non-Stop                                          | 28 875 635 $  |
| 10 | 7 mars 2014       | 300 : La Naissance d'un Empire                    | 45 038 460 $  |
| 11 | 14 mars 2014      | M. Peabody et Sherman : Les Voyages dans le temps | 21 736 961 $  |
| 12 | 21 mars 2014      | Divergente                                        | 54 607 747 $  |
| 13 | 28 mars 2014      | Noé                                               | 43 720 472 $  |
| 14 | 4 avril 2014      | Captain America : Le Soldat de l'hiver            | 95 023 721 $  |
| 15 | 11 avril 2014     | Captain America : Le Soldat de l'hiver            | 41 274 861 $  |
| 16 | 18 avril 2014     | Captain America : Le Soldat de l'hiver            | 25 587 056 $  |
| 17 | 25 avril 2014     | Triple alliance                                   | 24 763 752 $  |
| 18 | 2 mai 2014        | The Amazing Spider-Man : Le Destin d'un héros     | 91 608 337 $  |
| 19 | 9 mai 2014        | Nos pires voisins                                 | 49 033 915 $  |
| 20 | 16 mai 2014       | Godzilla                                          | 93 188 384 $  |
| 21 | 23 mai 2014       | X-Men: Days of Future Past                        | 90 823 660 $  |
| 22 | 30 mai 2014       | Maléfique                                         | 69 431 298 $  |
| 23 | 6 juin 2014       | Nos étoiles contraires                            | 48 002 523 $  |
| 24 | 13 juin 2014      | 22 Jump Street                                    | 57 071 445 $  |
| 25 | 20 juin 2014      | Think Like a Man Too                              | 29 241 911 $  |
| 26 | 27 juin 2014      | Transformers : L'Âge de l'extinction              | 100 038 390 $ |
| 27 | 4 juillet 2014    | Transformers : L'Âge de l'extinction              | 37 050 185 $  |
| 28 | 11 juillet 2014   | La Planète des singes : L'Affrontement            | 72 611 427 $  |
| 29 | 18 juillet 2014   | La Planète des singes : L'Affrontement            | 36 254 310 $  |
| 30 | 25 juillet 2014   | Lucy                                              | 43 899 340 $  |
| 31 | 1er aout 2014     | Les Gardiens de la Galaxie                        | 94 320 883 $  |
| 32 | 8 aout 2014       | Ninja Turtles                                     | 65 575 105 $  |
| 33 | 15 aout 2014      | Ninja Turtles                                     | 28 523 147 $  |
| 34 | 22 aout 2014      | Les Gardiens de la Galaxie                        | 17 202 212 $  |
| 35 | 29 aout 2014      | Les Gardiens de la Galaxie                        | 22 906 851 $  |
| 36 | 5 septembre 2014  | Les Gardiens de la Galaxie                        | 10 357 345 $  |
| 37 | 12 septembre 2014 | No Good Deed                                      | 24 250 283 $  |
| 38 | 19 septembre 2014 | Le Labyrinthe                                     | 32 512 804 $  |
| 39 | 26 septembre 2014 | Equalizer                                         | 34 137 828 $  |
| 40 | 3 octobre 2014    | Gone Girl                                         | 37 513 109 $  |
| 41 | 10 octobre 2014   | Gone Girl                                         | 26 406 134 $  |
| 42 | 17 octobre 2014   | Fury                                              | 23 702 421 $  |
| 43 | 24 octobre 2014   | Ouija                                             | 19 875 995 $  |
| 44 | 31 octobre 2014   | Ouija                                             | 10 740 980 $  |
| 45 | 7 novembre 2014   | Les Nouveaux Héros                                | 56 215 889 $  |
| 46 | 14 novembre 2014  | Dumb and Dumber De                                | 36 111 775 $  |
| 47 | 21 novembre 2014  | Hunger Games : La Révole, Partie 1                | 121 897 634 $ |
| 48 | 28 novembre 2014  | Hunger Games : La Révole, Partie 1                | 56 972 599 $  |
| 49 | 5 décembre 2014   | Hunger Games : La Révole, Partie 1                | 22 026 762 $  |
| 50 | 12 décembre 2014  | Exodus                                            | 24 115 934 $  |
| 51 | 19 décembre 2014  | Le Hobbit : La Bataille des Cinq Armées           | 54 724 334 $  |
| 52 | 26 décembre 2014  | Le Hobbit : La Bataille des Cinq Armées           | 40 921 395 $  |